# Mank (település)
Mank osztrák város Alsó-Ausztria Melki járásában. 2025 januárjában 3346 lakosa volt. 

## Elhelyezkedése

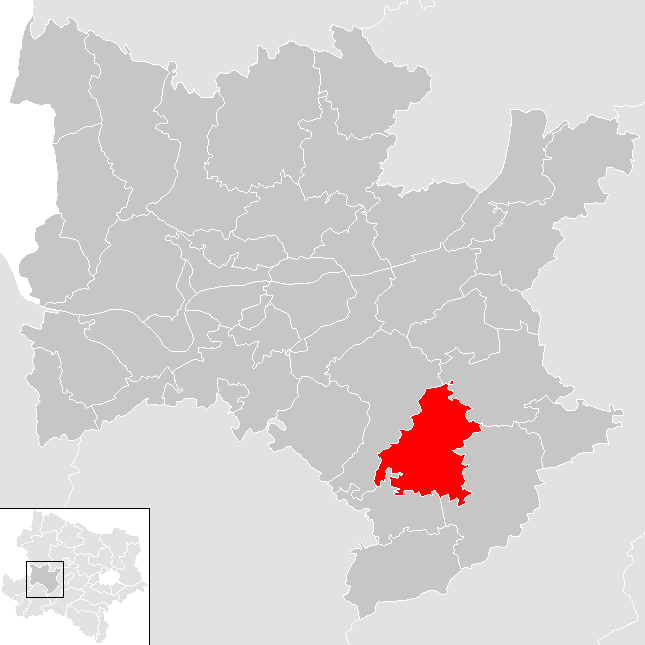
Mank a Melki járásban

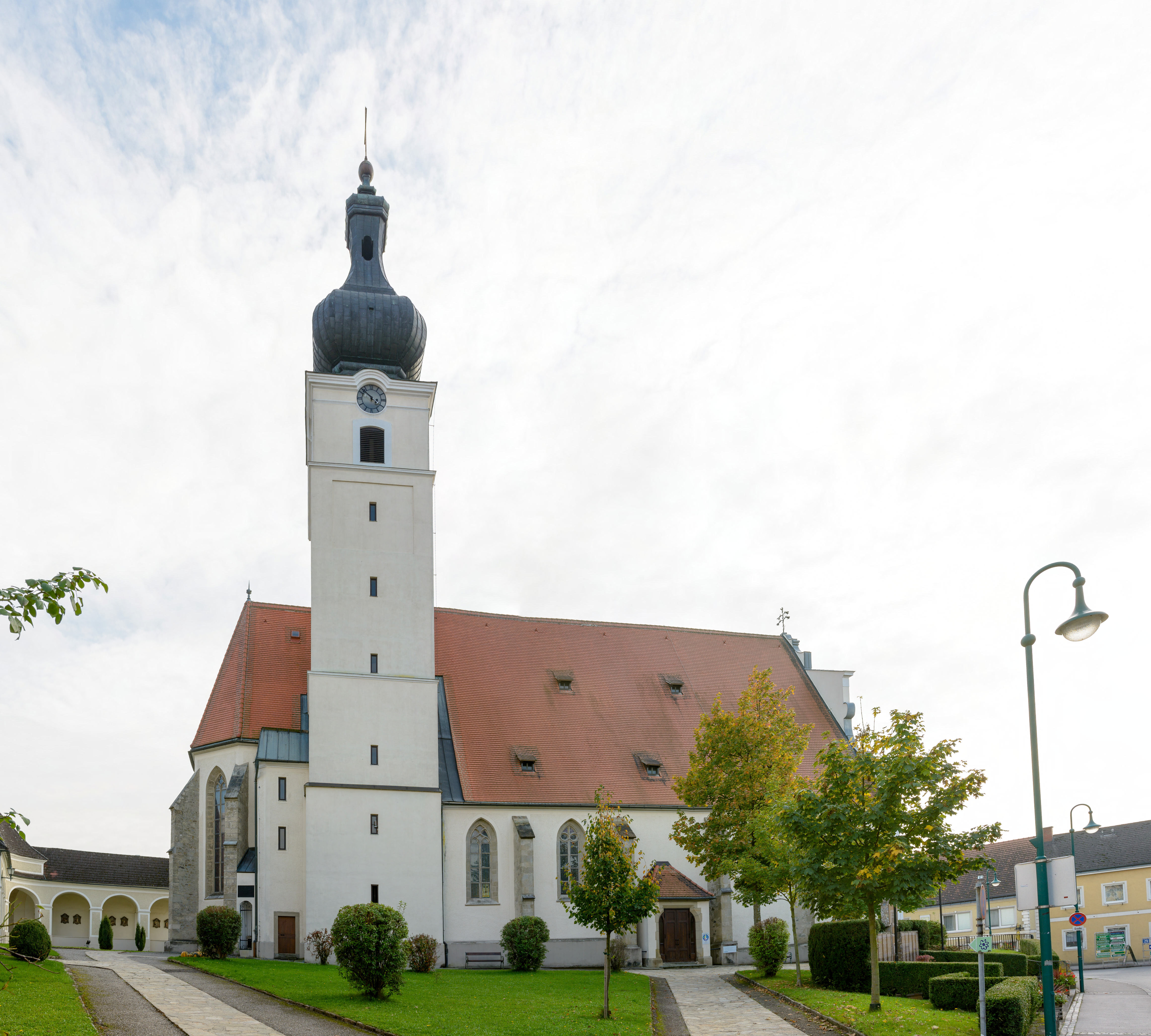
A Mária mennybevétele-plébániatemplom

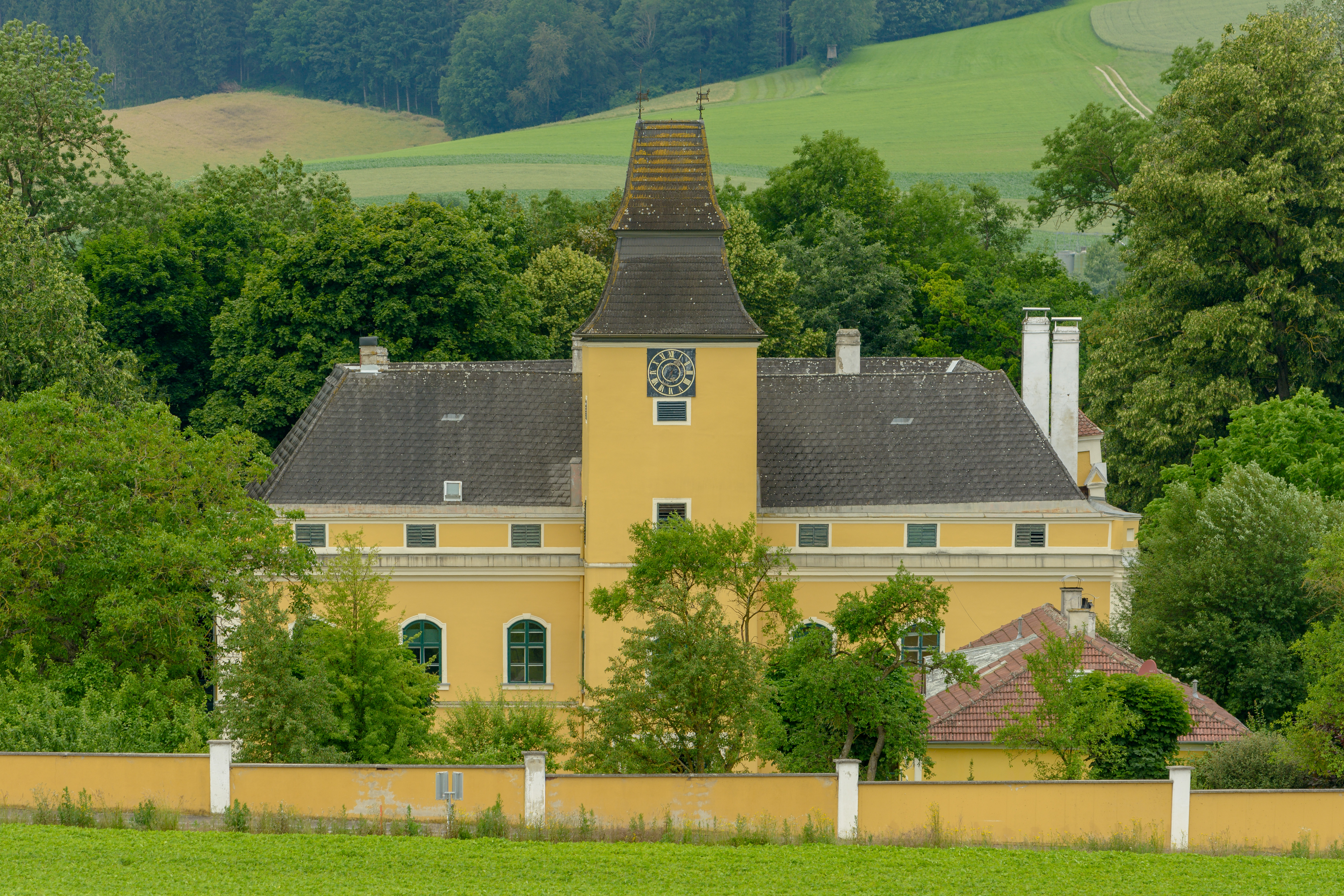
A strannersdorfi kastély

Mank a tartomány Mostviertel régiójában fekszik a Mank és Zettelbach folyók találkozásánál. Területének 9,4%-a erdő, 81,5% áll mezőgazdasági művelés alatt. Az önkormányzat 36 települést egyesít: Aichen (39 lakos 2025-ben), Altenhofen (15), Anzenbach (45), Bodendorf (18), Busendorf (51), Dorna (13), Fohra (14), Fritzberg (25), Gries (26), Großaigen (127), Hagberg (9), Hörgstberg (36), Hörsdorf (52), Kälberhart (44), Kleinaigen (31), Kleinzell (31), Lehen (24), Loipersdorf (35), Loitsbach (30), Loitsdorf (48), Mank (2174), Massendorf (37), Münichhofen (31), Nacht (24), Oberschmidbach (42), Pichlreit (12), Pölla (38), Poppendorf (54), Ritzenberg (33), Rührsdorf (22), Sankt Frein (15), Sankt Haus (15), Simonsberg (33), Strannersdorf (27), Wies (46) és Wolkersdorf (30). 
A környező önkormányzatok: északkeletre Hürm, keletre Kilb, délre Kirnberg an der Mank, nyugatra Sankt Leonhard am Forst.

## Története
Mankot 1140-ben említik először. 1323/24-ben saját egyházközséget kapott. 1365-ben a St. Pölten-i ágostonos apátság felügyelete alá került és ott is maradt annak 1784-es felszámolásáig. Egy 1645-ös pestisjárvány idején St. Pölten polgárai fogadalmat tettek, hogy minden évben elzarándokolnak a mintegy 30 km-re lévő Mankba. 1679-ben Mankban is kitört a pestis, amelynek 62 ember esett áldozatul; ennek állít emléket a főtéren látható Szentháromság-oszlop.
A manki járásbíróságot 1849-ben hozták létre; 2002-ben beolvadt a melki járásbíróságba. 1851-ben Mankot mezővárosi, 1987-ben pedig városi rangra emelték. Címerét 1957-ben kapta. 
Mank az egyetlen osztrák település, ahol még mindig van az 1930-as évek diktátoráról, Engelbert Dollfußról elnevezett közterület (2022-es állapot szerint). A második világháború végén, 1945 áprilisában a mauthauseni koncentrációs tábor egyik halálmenetében három foglyot gyilkoltak meg itt.

## Lakosság
A manki önkormányzat területén 2025 januárjában 3346 fő élt. Lakosságszáma 1951 óta gyarapodó tendenciát mutat. 2023-ban az ittlakók 92,7%-a volt osztrák állampolgár; a külföldiek közül 1% a régi (2004 előtti), 4,3% az új EU-tagállamokból érkezett. 0,8% a volt Jugoszlávia (Horvátország és Szlovénia kivételével) vagy Törökország; 1,3% egyéb ország polgára volt. 2001-ben a lakosok 95,1%-a római katolikusnak, 0,8% evangélikusnak, 0,3% ortodoxnak, 0,2% mohamedánnak, 2,5% pedig felekezeten kívülinek vallotta magát. Ugyanekkor 7 magyar élt a városban; a legnagyobb nemzetiségi csoportokat a német anyanyelvűeken (97,8%) kívül a horvátok alkották 0,4%-kal.  
A népesség változása:

| 2016 | 3 176 |
| 2018 | 3 219 |

## Látnivalók
- a strannersdorfi kastély
- a kälberharti kastély
- a Mária mennybevétele-plébániatemplom